# Barna anolisz
A barna anolisz (Norops sagrei vagy Anolis sagrei) a hüllők (Reptilia) vagy (Sauropsida) osztályába és a Polychrotidae családjába tartozó faj.

## Elterjedése
Kuba és a Bahama-szigetek területén honos. Betelepítették az USA területére, Dél-Mexikóban és a Karib-térség más szigeteire.

## Megjelenése

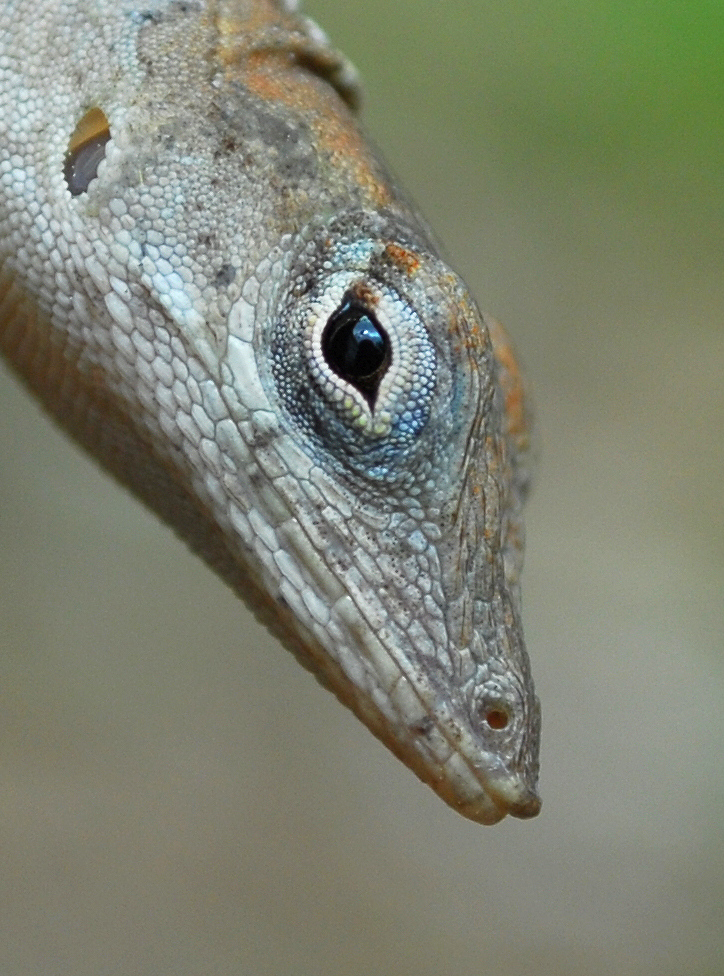
Portré a nőstényről.

A hímet és a nőstényt a toroklebeny különbözteti meg, a hímeknek van, míg a nőstényeknek nincs toroklebenyük. A barna anolisz alapszíne barna, az anoliszokat nem véletlenül nevezik amerikai kaméleonoknak, mivel képesek a színüket változtatni. Testhossza 35–68 mm. Testtömege 3-8 g.

## Életmódja
Nappali gyíkfaj. Tápláléka felemáslábú rákok, pókok, ászkarákok, rovarok, földigiliszta, csigák és a zöld anolisz kicsinyei.

## Szaporodása
A 2010-es kutatások azt bizonyítják, hogy a nőstények az utódok nemének megválasztásával képesek a legjobb géneket biztosítani számukra. Ha az anya egy nagyobb méretű hímmel párosodott, nagyobb valószínűséggel lesz hím utódja, amely örökölni fogja a nagyobb testméretet.